# صلب مصر
مجموعة صلب مصر شركة مساهمة مصرية إحدى شركات جهاز مشروعات الخدمة الوطنية للقوات المسلحة، مالكة لشركة السويس للصلب بنسبة 82% من أسهمها وتتبع ذلك الجهاز وتقوم بكافة مراحل إنتاج حديد التسليح.

## وصلات خارجية
- الموقع الرسمي للشركة.